# Світ в іншому вимірі
Світ в іншому вимірі (рос. Мир в другом измерении) — радянський художній фільм-трилогія 1989, 1990 і 1993 років.

## Сюжет
Цикл фільмів «Світ в іншому вимірі» розповідає про вихованців дитячого будинку, які живуть в атмосфері жорстокості і повного безправ'я.

## У ролях
- Олексій Колесов — Альоша (1989, «Казенний будинок». Фільм № 1). Геннадій Крохін (1990, «Зона — світ в іншому вимірі, спецінтернат». Фільм № 2). Льошка Кущ (1993, «Стрес». Фільм № 3)
- Іван Бортник — батько Юри (1990, «Зона — світ в іншому вимірі, спецінтернат». Фільм № 2)
- Володимир Кукушкін — Юра Кісліцин (1990, «Зона — світ в іншому вимірі, спецінтернат». Фільм № 2)
- Олександра Колкунова — Людмила (1990, «Зона — світ в іншому вимірі, спецінтернат». Фільм № 2)
- Ірина Мірошниченко — Надія Миколаївна (1990, «Зона — світ в іншому вимірі, спецінтернат». Фільм № 2)
- Ніна Русланова — Марта Казимирівна, інспекторка дитячих будинків (1989, «Казенний будинок». Фільм № 1), Валентина Петрівна Кадкіна (1990, «Зона — світ в іншому вимірі, спецінтернат». Фільм № 2)
- Олексій Сергієвський — Юра (1989, «Казенний будинок». Фільм № 1)
- Юлія Жукова — Таня (1989, «Казенний будинок». Фільм № 1)
- Галина Польських — Тамілла Олександрівна, директорка дитбудинку (1989, «Казенний будинок». Фільм № 1)
- Володимир Ільїн — Вікентій Михайлович (1989, «Казенний будинок». Фільм № 1)
- Володимир Самойлов — Віктор Іванович (1990, «Зона — світ в іншому вимірі, спецінтернат». Фільм № 2. 1993, «Стрес». Фільм № 3)
- Сергій Фокін — Пашка Свіщєв (1990, «Зона — світ в іншому вимірі, спецінтернат». Фільм № 2. 1993, «Стрес». Фільм № 3)
- Геннадій Сайфулін — Валерій Сергійович Кошкін (1990, «Зона — світ в іншому вимірі, спецінтернат». Фільм № 2. 1993, «Стрес». Фільм № 3)
- Володимир Думчев — Ваня (1990, «Зона — світ в іншому вимірі, спецінтернат». Фільм № 2)
- Юрій Савочкін — Прозаїчний (1990, «Зона — світ в іншому вимірі, спецінтернат». Фільм № 2)
- Олексій Гуркін — Микола Горячев (1990, «Зона — світ в іншому вимірі, спецінтернат». Фільм № 2)
- Олексій Аблєпіхін — Льошка (1990, «Зона — світ в іншому вимірі, спецінтернат». Фільм № 2)
- Павло Гайдученко — Слава (1989, «Казенний будинок». Фільм № 1)
- Фред Нко — Гамаль (1989, «Казенний будинок». Фільм № 1)
- Тамара Сьоміна — Ольга, вихователька (1989, «Казенний будинок». Фільм № 1. 1993, «Стрес». Фільм № 3)
- Володимир Трещалов — Василь (1989, «Казенний будинок». Фільм № 1)
- Герман Качин — Гоша, вітчим Юри (1989, «Казенний будинок». Фільм № 1)
- Тетяна Кречетова — мати Юри (1989, «Казенний будинок». Фільм № 1. 1993, «Стрес». Фільм № 3)
- Олена Корольова — мати Тані (1989, «Казенний будинок». Фільм № 1)
- Ольга Нуждіна — епізод (1989, «Казенний будинок». Фільм № 1)
- Софія Гуськова — вихователька (1989, «Казенний будинок». Фільм № 1)
- Олексій Жиров — Юра Щекочихін (1993, «Стрес». Фільм № 3)
- Тетяна Назарова — Альона (1993, «Стрес». Фільм № 3)
- Дмитро Хаустов — Лавренов (1993, «Стрес». Фільм № 3)
- Тетяна Ошуркова — епізод (1993, «Стрес». Фільм № 3)
- Наталія Дунаєва — Віка (1989, «Казенний будинок». Фільм № 1)
- Вадим Вільський — епізод (1989, «Казенний будинок». Фільм № 1)
- Григорій Сизов — Пашка (1993, «Стрес». Фільм № 3)
- Юлія Кордик — епізод (1989, «Казенний будинок». Фільм № 1)
- Юрій Катін-Ярцев — Андрон, господар квартири (1989, «Казенний будинок». Фільм № 1)
- Олег Банников — епізод (1990, «Зона — світ в іншому вимірі, спецінтернат». Фільм № 2)
- Михайло Бочаров — епізод (1990, «Зона — світ в іншому вимірі, спецінтернат». Фільм № 2)
- Андрій Булавцев — вихованець (1990, «Зона — світ в іншому вимірі, спецінтернат». Фільм № 2)
- Михайло Бурлаков — епізод (1990, «Зона — світ в іншому вимірі, спецінтернат». Фільм № 2)
- Наталія Дрожжина — мати Вані (1990, «Зона — світ в іншому вимірі, спецінтернат». Фільм № 2)
- Тетяна Кличановська — кухар (1990, «Зона — світ в іншому вимірі, спецінтернат». Фільм № 2)
- Аркадій Коваль — епізод (1990, «Зона — світ в іншому вимірі, спецінтернат». Фільм № 2)
- Геннадій Козир — епізод (1990, «Зона — світ в іншому вимірі, спецінтернат». Фільм № 2)
- Євгенія Крюкова — медсестра (1990, «Зона — світ в іншому вимірі, спецінтернат». Фільм № 2)
- Віктор Махмутов — вахтер (1990, «Зона — світ в іншому вимірі, спецінтернат». Фільм № 2)
- Юрій Оборотов — епізод (1990, «Зона — світ в іншому вимірі, спецінтернат». Фільм № 2)
- Віталій Сєдих — епізод (1990, «Зона — світ в іншому вимірі, спецінтернат». Фільм № 2)
- Любов Селютіна — епізод (1990, «Зона — світ в іншому вимірі, спецінтернат». Фільм № 2)
- Анатолій Скорякин — батько Вані (1990, «Зона — світ в іншому вимірі, спецінтернат». Фільм № 2)
- Леонід Тарновський — пасажир (1990, «Зона — світ в іншому вимірі, спецінтернат». Фільм № 2)
- Андрій Блудушкін — епізод (1993, «Стрес». Фільм № 3)
- Василь Скворцов — епізод (1993, «Стрес». Фільм № 3)
- Галина Дьоміна — Маруся, господарка квартири (1989, «Казенний будинок». Фільм № 1)
- Галина Казанкіна — епізод (1993, «Стрес». Фільм № 3)
- Наталія Ченчик — мати Гамаля (1989, «Казенний будинок». Фільм № 1)
- Юрій Шерстньов — алкаш (1989, «Казенний будинок». Фільм № 1)
- Олена Сергєєва — Вєрка (1989, «Казенний будинок». Фільм № 1)
- Гліб Плаксін — Вільям (1989, «Казенний будинок». Фільм № 1)
- Галина Самохіна — прокурорка (1989, «Казенний будинок». Фільм № 1)
- Ірина Дітц — суддя (1989, «Казенний будинок». Фільм № 1)

## Знімальна група
- Режисери — Михайло Кончаківський, Альберт Мкртчян
- Сценаристи — Михайло Кончаківський, Олена Ласкарьова
- Оператори — Олександр Княжинський, Віктор Шестопьоров, Володимир Трофімов
- Композитори — Євген Крилатов, В'ячеслав Улановський, Ігор Космачов
- Художники — Олексій Пєсков, Лев Граудін